# Poljska vojvodstva
Vojvodstvo (županija, poljski: województwo) je najviša razina administrativnog ustroja Poljske od 14. stoljeća. 
Od 1999. godine Poljska je podijeljena na 16 vojvodstava.

## Tablica vojvodstava
| vojvodstvo                     | poljski naziv                   | sjedište            |
| Donjošlesko vojvodstvo         | Województwo dolnośląskie        | Wrocław             |
| Kujavsko-pomeransko vojvodstvo | Województwo kujawsko-pomorskie  | Bydgoszcz           |
| Velikopoljsko vojvodstvo       | Województwo wielkopolskie       | Poznań              |
| Lubusko vojvodstvo             | Województwo lubuskie            | Gorzów Wielkopolski |
| Vojvodstvo Lodz                | Województwo łódzkie             | Łódź                |
| Lublinsko vojvodstvo           | Województwo lubelskie           | Lublin              |
| Mazovjecko vojvodstvo          | Województwo mazowieckie         | Varšava             |
| Opolsko vojvodstvo             | Województwo opolskie            | Opole               |
| Malopoljsko vojvodstvo         | Województwo małopolskie         | Kraków              |
| Podlasko vojvodstvo            | Województwo podlaskie           | Białystok           |
| Pomeransko vojvodstvo          | Województwo pomorskie           | Gdańsk              |
| Zapadnopomeransko vojvodstvo   | Województwo zachodniopomorskie  | Szczecin            |
| Potkarpatsko vojvodstvo        | Województwo podkarpackie        | Rzeszów             |
| Svetokriško vojvodstvo         | Województwo świętokrzyskie      | Kielce              |
| Šlesko vojvodstvo              | Województwo śląskie             | Katowice            |
| Varminsko-mazursko vojvodstvo  | Województwo warmińsko-mazurskie | Olsztyn             |